# لاریمار
لاریمار (به انگلیسی: Larimar) یک نوع سنگ کمیاب آبی‌رنگ از جنس کانی سیلیکات پکتولیت است که فقط در جمهوری دومینیکن در کارائیب یافت می‌شود. رنگ این سنگ ممکن است متغیر بوده و سفید، آبی روشن، آبی تیره و ترکیب آبی و سبز باشد. گاهی در این سنگ نقاط سبز و قرمز و نیز خطوط قهوه‌ای رنگ نیز دیده می‌شود که به خاطر وجود سایر مواد معدنی و یا اکسیداسیون است. به طور کلی، هر قدر رنگ آبی این سنگ بیشتر باشد، کمیاب‌تر بوده و کیفیت بالاتری دارد. اگر این سنگ برای طولانی مدت در برابر نور زیاد و یا گرما قرار گیرد، رنگ آبی آن به تدریج از بین می‌رود.
از این سنگ معمولاً در ساخت زیورآلات نقره استفاده می‌شود. همچنین از انواع با کیفیت آن در زیورآلات طلا نیز بهره‌گیری می‌شود. درجه‌بندی کیفیت لاریمار بر اساس رنگ و نیز پیکربندی مواد معدنی در بلور آن صورت می‌گیرد.